# (965) Анжелика
(965) Анжелика (лат. Angelica) — астероид главного пояса астероидов, принадлежащий к спектральному классу Xc. Астероид был открыт 4 ноября 1921 года немецким астрономом Йоханнесом Францем Хартманом в обсерватории Ла-Плата в Аргентине и назван в честь жены первооткрывателя Анжелики Хартман.
Для Хартмана это был первый открытый астероид.

## Орбита
Астероид располагается во внешнем главном поясе на расстоянии 4.04-2,27 а. е. от Солнца. Его орбита имеет эксцентриситет 0,28 и достаточно большой наклон 21° относительно эклиптики.
Параметры орбиты при вычислении критерия Тиссерана для данного объекта дают значение чуть выше 3. Такая орбита и величина параметра характерны не для астероидов, а для комет семейства Юпитера.

## Физические характеристики
Согласно классификации SMASS, астероид принадлежит к классу Xc. Это переходный тип тёмных углеродных астероидов, проявляющих признаки класса X и класса C.
На основании кривых блеска, полученных в 2017 году, вычислен период вращения 26,752 часов с очень низкой амплитудой яркости 0,08 звёздной величины. Это говорит о правильной сферичной форме астероида и об отсутствии на поверхности ярких и выделяющихся деталей.
Отражающая способность астероида по данным исследований, проведённых инфракрасными спутниками IRAS, Akari и WISE, варьируется между 0.029 и 0,0739.
Исходя из яркости и альбедо, рассчитано значение диаметра астероида, который равен 53.39 км.